# Camp del Mestre Plans
El Camp del Mestre Plans és un paratge del terme municipal de Monistrol de Calders, al Moianès.
Es tracta d'un antic camp de conreu, a 451 m d'altitud, amb una barraca de vinya al mig, que el 2006 és citat com a propietat municipal. És a la dreta del torrent de l'Om just al sud-est de la Casella, a la part més baixa i occidental de la Urbanització Masia del Solà.